# 蒙特莫纳科
蒙特莫纳科（義大利語：Montemonaco）是意大利阿斯科利皮切诺省的一个市镇。总面积67.52平方公里，人口659人，人口密度9.8人/平方公里（2009年）。ISTAT代码为044044。